# Alkyde

Réseau obtenu par durcissement au four d’une résine glyptal conventionnelle.

Les alkydes ou glycéro-phtaliques sont des résines thermodurcissables, utilisées comme liants dans le domaine des peintures et vernis. Ce sont des polyesters saturés tridimensionnels modifiés (améliorés) par addition d’acides gras à longues chaînes (sous la forme de triglycérides) et d’autres ingrédients (tels la colophane, pour augmenter la flexibilité, et les résines aminoplastes). Le terme alkyde provient de la contraction des mots anglais alcohol et acid.

## Histoire
En 1901, Watson et Smith étudièrent la polycondensation entre l’acide phtalique (bivalent) et le glycérol (trivalent). Cependant, le polymère résultant manquait de souplesse. En 1914, Kienle modifia la résine polyester par des acides gras. La résine alkyde obtenue montra de bonnes propriétés de film. Les premières résines alkydes furent vendues en 1926 sous le nom commercial de « Glyptal » par General Electric.

## Synthèse
Les « résines glyptal » les plus importantes sont celles obtenues par polycondensation de l’anhydride phtalique avec le glycérol. Une première étape donne un liquide visqueux qui s’épaissit lentement (par exemple dans un moule). Dans une seconde étape, la polycondensation catalysée se fait à ~250 °C. La masse durcit par formation du réseau tridimensionnel. Le matériau obtenu, jaune pâle et transparent, est résistant aux solvants. Les résines alkydes actuelles sont obtenues par des condensations du même type.
On distingue deux possibilités de durcissement du revêtement :
- l’acide gras est insaturé (huiles de lin, soja, carthame, bois de Chine, oïticica, etc.) : le « séchage » (réticulation) par oxydation à l’air est possible en présence de siccatifs appropriés ;
- moins fréquemment, l’acide gras est saturé ou l’huile présente une teneur importante en acides gras saturés (huiles de coco, de palme, acides laurique, palmitique, stéarique, etc.) : le séchage à l’air est impossible (cas d’une huile non siccative). On associe donc ces résines alkydes souples mais lentes à durcir à d’autres résines thermodurcissables (exemple : résines mélamine-formol dures et de prise rapide). Le séchage se fait au four à 140 °C pendant 30 min, par exemple. Les laques des carrosseries automobiles sont souvent des résines alkydes associées à des résines aminoplastes. Elles résistent bien aux intempéries. Autres applications : laques pour bateaux, trains, avions, etc.

## Typologie
En fonction de la teneur en huile, appelée « longueur d’huile », calculée en pourcentage de triglycéride, on distingue les résines alkydes :
- courtes en huile : longueur d’huile de 30 à 45 %. L’exemple typique est celui des résines alkydes associées aux résines aminoplastes ; le mélange polymère durcit au four ;
- moyennes en huile : longueur d’huile de 45 à 56 %. L’huile de soja est la plus utilisée ;
- longues en huile : longueur d’huile de 56 à 70 %. Les huiles de lin et de soja sont les plus utilisées. Le séchage de ces peintures est moins rapide que dans le cas précédent.

## Utilisation
Les peintures « glycéro » ont largement remplacé les peintures à l’huile dans le domaine de la peinture des murs. Elles donnent un aspect lisse et très décoratif, sont très résistantes à l’humidité, et peuvent être lessivées. En revanche, elles mettent longtemps à sécher, ont une odeur forte, et nécessitent l’emploi de white spirit pour les nettoyer. La résine alkyde est aussi présente dans les peintures acryliques de dernière génération, qui nécessitent un temps de travail plus long pour éviter le phénomène de reprise en peinture[C'est-à-dire ?]. Elles sont miscibles avec d'autres peintures acryliques.

## Commerce
En 2014, la France est nette importatrice de résines alkydes, d'après les douanes françaises. Le prix moyen à la tonne à l'import était de 1 800 €.